# Drone Days
Drone Days (Eigenschreibweise teilweise „DRONE DAYS“) ist eine seit 2024 jährlich durchgeführte Fachveranstaltung zu unbemannten Luftfahrtsystemen (UAS) und Advanced Air Mobility (AAM) in Nordwestdeutschland. Das Format kombiniert Konferenz, Ausstellung und Live-Flugdemonstrationen an zwei Standorten – dem Flugplatz Oldenburg-Hatten (Landkreis Oldenburg) und der Bremenhalle am Flughafen Bremen.

## Geschichte
Die Veranstaltungsidee entstand laut Organisatoren auf der ILA 2024. Bereits am 30. August 2024 fand die Premierenausgabe am Flugplatz Oldenburg-Hatten statt.  Nach der positiven Resonanz kündigten die Ausrichter eine Ausweitung auf drei Tage und zwei Orte für 2025 an (27.–29. August 2025).

## Konzept
- Fachkonferenz mit Vorträgen, Panels und Workshops
- Ausstellung von Drohnen-Herstellern, Systemintegratoren und Forschungseinrichtungen
- Live-Demonstrationen bemannter und unbemannter Luftfahrzeuge im gemischten Luftraum[4]

Adressiert werden Fachleute aus Behörden, BOS-Organisationen, Wirtschaft, Wissenschaft und Start-ups, die sich mit UAS-Technik, Verkehrsintegration (U-Space) und AAM-Geschäftsmodellen befassen.

## Austragungsorte
- Hatten-UAS German Flight Center am Flugplatz Oldenburg-Hatten (EDWH)
- Bremen Airport – Bremenhalle (EDDW) – Konferenz-Location seit 2025[6]

## Ausgaben
| Jahr | Datum        | Schwerpunkte                                                             | Teilnahme (Angabe)                     | Ref.        |
| ---- | ------------ | ------------------------------------------------------------------------ | -------------------------------------- | ----------- |
| 2024 | 30. Aug.     | Erstes Networking-Event; Fachvorträge zu Offshore-Drohnen, U-Space u. a. | nicht veröffentlicht (Einladungsgäste) | [ 1 ]       |
| 2025 | 27.–29. Aug. | Dreitägige Konferenz + Flugshows; Premiere an zwei Standorten; Fokus AAM | Registrierung offen                    | [ 2 ] [ 3 ] |

## Organisation
Hauptveranstalter ist die Bremer b.r.m. IT & Aerospace GmbH; Partner sind u. a. Die Senatorin für Wirtschaft, Häfen und Transformation Bremen, Aviaspace Bremen e.V., Niedersachsen Aviation sowie regionale Wirtschaftsförderungen.

## Rezeption
Fachmedien bewerten die Drone Days als wichtigen Treffpunkt der norddeutschen Drohnen- und AAM-Community.  Institutionelle Akteure wie das DLR oder die Wirtschaftsförderung Bremen verweisen auf die Veranstaltung als Plattform zur Vernetzung von Industrie, Forschung und Verwaltung.